# Chaîne vide
Dans la théorie des langages formels, la chaîne vide, noté ε, ne comporte aucune lettre. Elle est de longueur nulle (|ε| = 0).
| Représentation λ  | Langages de programmation |
| ----------------- | --- |
| ""                | C, C++, Java, C#, Perl, PHP, Python, JavaScript, Go, Visual Basic .NET, Haskell, Objective-C (comme chaîne C), OCaml, Standard ML, Scala, Tcl, Lua |
| '                 | SQL, Perl, PHP, Python, JavaScript, Delphi, Pascal, MATLAB                                                                                         |
| {'\0'}            | C, C++, Objective-C (comme chaîne C) |
| std::string()     | C++ |
| @""               | Objective-C (comme constante NSString object) |
| [NSString string] | Objective-C (comme nouvel objetNSString) |
| q(), qq()         | Perl |
| %{}               | Ruby |
| """""" ' str()    | Python |
| string.Empty      | C#, Visual Basic .NET |
| String.make 0 '-' | OCaml |
| {}                | Tcl |